# Je t'aime, imbécile !
Pour plus de détails, voir Fiche technique et Distribution.
Je t'aime, imbécile ! (Te quiero, imbécil) est un film espagnol réalisé par Laura Mañá, sorti en 2020.
Cette comédie se déroule à Barcelone, à la fin des années 2010.

## Synopsis
Barcelone, Catalogne, 2019 • Marcos (Quim Gutiérrez), un homme de 35 ans, voit sa vie bouleversée brutalement lorsque Ana (Alba Ribas), sa compagne depuis huit ans, lui annonce la fin de leur relation alors qu'il vient de lui faire une demande en mariage ...

## Fiche technique
- Titre : Je t'aime, imbécile !
- Titre original : Te quiero, imbécil
- Réalisation : Laura Mañá
- Scénario : Abraham Sastre, Iván Bouso
- Photographie :  Sergi Gallardo
- Montage :  Paula González
- Musique : Javier Bayon, Luc Suarez
- Direction artistique :
- Décors :
- Costumes :  Elena Ballester i Suñé
- Effets spéciaux :  Jordi San Agustín
- Casting : Anna González
- Producteurs :  Francesc Escribano, Pau Escribano, Tono Folguera, Raimon Masllorens
- Producteurs exécutifs :  David Felani, Nélida Sánchez
- Société de production :  Brutal Media, Lastor Media, Minoria Absoluta, Yo Hombre la Película
- Société de distribution : Filmax, Netflix (VOD et TV)
- Pays d'origine :   Espagne
- Langue :  Espagnol
- Budget :
- Tournage : du 16 novembre 2018 au 21 décembre 2018 à Pampelune et à Barcelone
- Format : Couleur — 2,35:1 — Son : Dolby Atmos
- Genre : Comédie
- Durée : 87 minutes (1 h 27)
- Dates de sortie :
  - Espagne : 24 janvier 2020
  - Royaume-Uni : 15 mai 2020
  - France : 15 mai 2020

## Distribution
- Quim Gutiérrez (VF : Jean-Christophe Dollé) : Marcos
- Natalia Tena (VF : Céline Ronté) : Raquel
- Alfonso Bassave (VF : Joël Zaffarano) : Diego
- Ernesto Alterio (VF : Emmanuel Curtil) : Sebastián Vennet
- Alba Ribas (VF : Daniela Labbé Cabrera) : Ana
- Patricia Vico (es) (VF : Catherine Wilkening) : Lorena
- Francesc Albiol (VF : Michel Voletti) : le père de Marcos
- Núria Valls : la mère de Marcos
- David Lifschitz (VF : Emmanuel Garijo) : Ezequiel Quintana
- Xavi Francés (VF : Olivier Chauvel) : Juan
- José Pérez Ocaña (VF : Bertrand Nadler) : Mariano
- José García Ruiz (VF : Tony Marot) : Tomi
- Laia Ferré : Laura
- Vanessa Castro (VF : Claire Morin) : Verónica

 Source et légende : version française (VF) sur RS Doublage et carton du doublage français.